# تاریخ بخارا
منطقه بخارا یا شهر بخارا یکی از چندین سکونت‌گاه بزرگی بوده، که در دهانه رود زرافشان در سغد باستان پدید آمده‌اند. از آنجایی که هیچ گواهی از رسیدن این رود به جیحون در دوره تاریخی موجود نیست، این فرض منطقی خواهد بود که در هزاره اول پیش از میلاد، آبیاری با استفاده از آب رود، امکان پدید آمدن جمعیتی رو به رشد و گسترشش در مناطق قابل زراعت واحه را ایجاد کرده‌است. در زمان اسکندر هیچ گزارشی از وجود شهری در این نواحی موجود نیست و در باره تاریخ بخارا پیش از سده ۵ و سده ۴ نمی‌توان نظری داد، همان زمان تخمین زده شده برای قدیمی‌ترین سکه‌های یافت شده در بخارا که نوشته‌های بومی سغدی بخارایی با الفبای آرامی دارند.

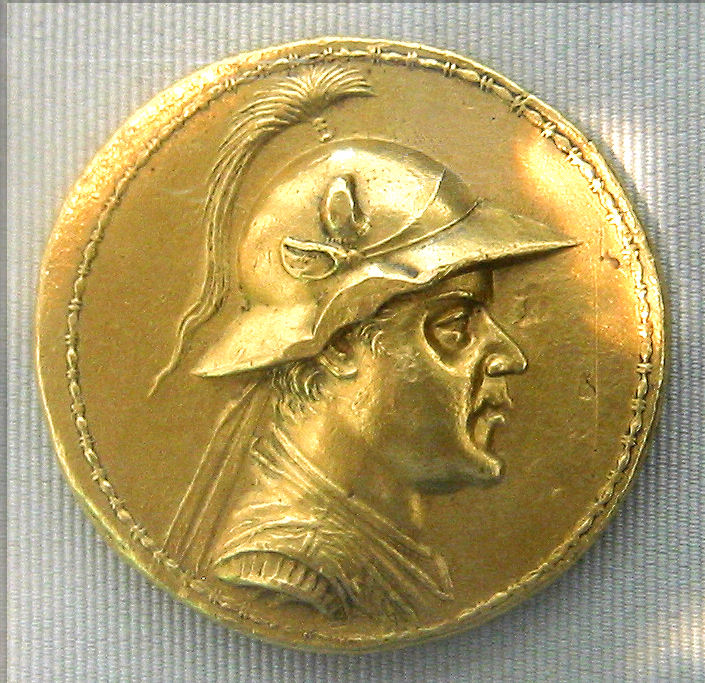
بزرگ ترین سکه ضرب شده در جهان باستان یافت شده در بخارا با وزن ۱۶۹.۲گرم طلای بیست عیار مربوط به دوران پادشاهی یونانی

## شاهنامه

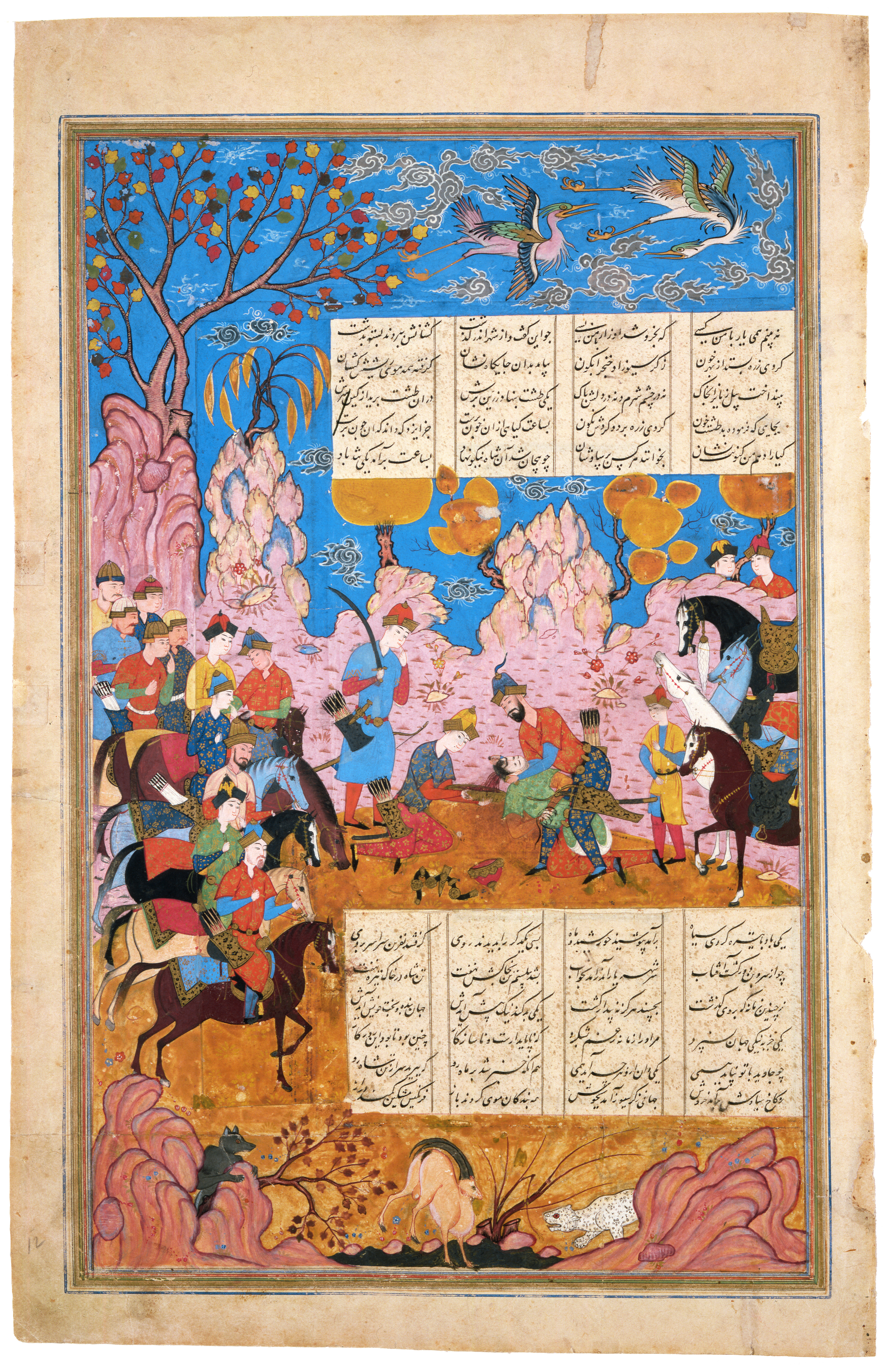
سیاوش

بنا بر کتاب حماسی ایرانی شاهنامه فردوسی، این شهر توسط پادشاه سیاوش، فرزند شاه کی‌کاووس، یكی از پادشاهان اسطوره ای ایرانی سلسله پیشدادیان بنیان نهاده شد. وی گفت که این شهر را به دلیل رودخانه های زیاد، زمین های گرم آن و موقعیت آن در جاده ابریشم ایجاد کرده.

## یافته‌های باستان‌شناسانی
این شهر رسماً در سال ۵۰۰ قبل از میلاد مسیح در منطقه ای كه اكنون بخارا نامیده می شود تاسیس شد، اما شهرک های بخارا مدتها پیش تر محل زیست بودند. باستان شناس روسی در کتاب فرهنگ زمان - بابا اعلام کرد که در شهرک بخارا در هزاره سوم قبل از میلاد آثاری از گسترش اقوام آریایی وجود دارد که در سراسر آسیای میانه نیز پراکنده بودند.
بخارا در سال ۵۰۰ قبل از میلاد مسیح به عنوان یک کشور دست نشانده یا ساتراپی در پادشاهی هخامنشیان وارد تاریخ شد. بعداً به دست اسکندر مقدونی فتح شد، و وارد دوران امپراتوری سلوکی هلنیستی ، یونانی-باختری ها و امپراتوری کوشان شد. سکه بزرگ یافت شده در بخارا نیز مربوط به همین دوران است این سکه بعد از کشف توسط ناپلئون سوم خریداری شد.

## دوره‌های نخستین اسلامی
ابوبکر محمد نرشخی (۳۴۸-۲۸۶ ه‍. ق) در کتاب «تاریخ بخارا» (در سال ۹۴۴_۹۴۳ به زبان عربی نوشته شده است، در سال ۱۹۵۴ میلادی توسط ریچارد ان.فرای به انگلیسی ترجمه شد.) می گوید:
در بخارا بازار بُت فروشی وجود داشت، که سالی دو بار برای خرید و فروش تجمع می‌کردند روز تجمع مردم بُت می‌فروختند و می‌خریدند. این عمل بُت فروشی حتی پس از فتح اسلامی نیز ادامه یافت. گزارش شد که روزانه بیش از ۵۰۰۰۰ درهم برای خرید بُت ها معامله می‌شود. هنگامی که ابوبکر محمد نرشخی از آن مکان بازدید کرد، از مجاز بودن این کار تعجب کرد و از بزرگان مذهبی شهر در مورد این بُت ها سوال کرد
 آنها پاسخ دادند که چون ساکنان بخارا در دوران باستان بُت پرست بوده‌اند، انجام چنین کاری برای آنها امری عادی محسوب می‌شده است پس از حمله اعراب مسلمان به ظاهر مسلمان شدند اما هر بار پس از عقب نشینی مسلمانان مرتد می‌شدند. قتیبة بن مسلم آن‌ها را سه بار مسلمان کرد اما مرتد شدند و کافر گشتند. چهارمین بار که جنگی بزرگ درگرفت، شهر را تصرف کرد و با زور شمشیر و خونریزی توانست آن‌ها را مسلمان و مطیع کند اما همچنان آداب گذشته در شهر جاری است.
برای یک قرن پس از نبرد طراز، اسلام به آرامی در بخارا ریشه دواند. در سال ۸۹۲ بخارا پایتخت پادشاهی سامانیان شد. پس از یک دوره سلطه و سرکوب اعراب پادشاهی سامانیان توانست احیاگر زبان پارسی و فرهنگ ایرانی باشد.بخارا در دوران طلایی خود رقیبی جدی برای شهر بغداد بشمار می‌آمد. تاریخ‌نگاران بر این باورند که سامانیان بیش از آل بویه و صفاریان برای زنده کردن زبان پارسی تلاش کرده اند.اما همچنان زبان عربی در کنار زبان پارسی بکارگرفته می‌شد. با این وجود ، در یک فرمان معروف و تاریخی، مقامات سامانی اعلام کردند که "در اینجا، و در این سرزمین زبان پارسی زبان رسمی باشد، و پادشاهان این قلمرو پادشاهان پارسی هستند." در دوران طلایی سامانیان، بخارا به مرکز اندیشمندان جهان اسلام تبدیل شد. بسیاری از دانشمندان برجسته در بخارا زندگی و کار می‌کردند. محمد بخاری، یکی از دانشمند برجسته اسلامی که (احادیث) پیامبر محمد را جمع آوری کرد، در این شهر متولد شده است. در سال ۹۹۹ سامانیان توسط سلسله ترکان قراخانی ساقط شدند. بعدها بخارا بخشی از پادشاهی خوارزمشاهیان شد که با کشتن سفیر مغولان خشم آن‌ها را برانگیخت و در سال ۱۲۲۰ این شهر توسط چنگیز خان فتح شد. این شهر به آرامی از ویرانی مغولان بهبود یافت و در ابتدا بخشی از خانات جغتای و سپس به بخشی از امپراتوری تیموریان درآمد. ابن حوقل شرح مفصلی از کانالهای آبیاری اصلی بخارا می‌دهد که با شروع از کرانه سمت چپ رود سغد، بخارا و باغ‌ها و دشت های اطراف شهر را سیراب می کند.

## بخارا در دوران آل افراسیاب
در سال ۱۰۰۵ بخارا وارد دوران حکام تُرک، آل افراسیاب (قراخانی) شد. ارسلان خان حاکم قراخانی دستور ساخت یکی از زیباترین مناره های جهان اسلام را در بخارا صادر کرد.

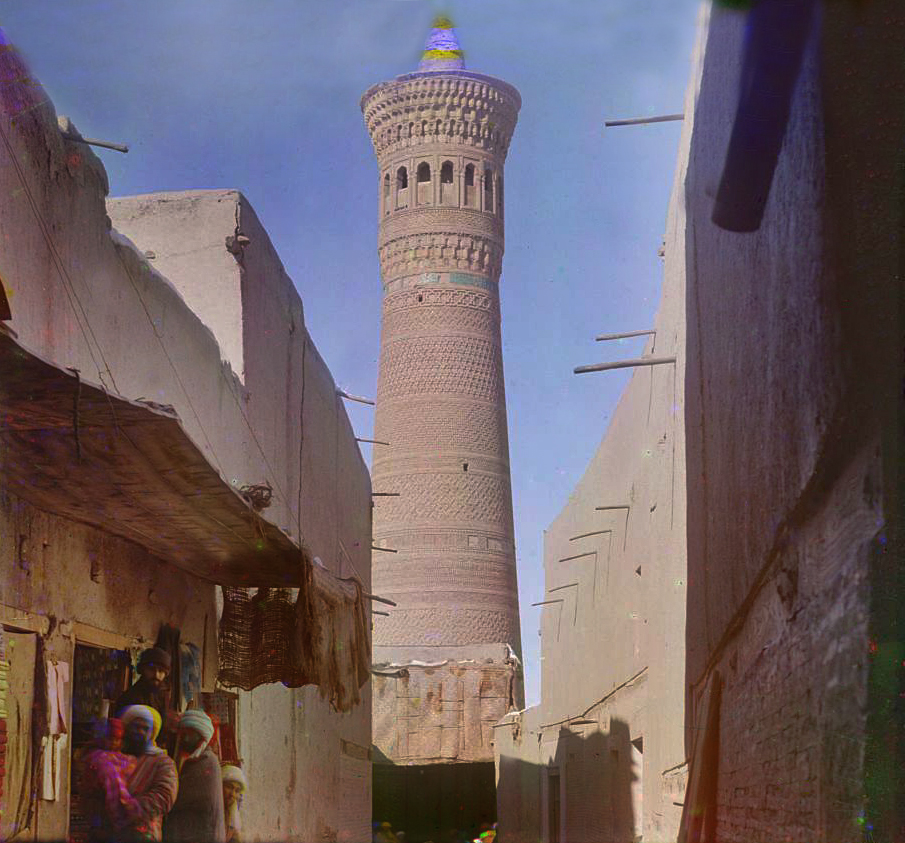
مناره زیبا ارسلان خان در شهر بخارا

 درمیان قرون یازدهم و دوازدهم یک سلسله بازسازی ها و ساخت و سازهایی در شهر به درخواست شمس الملک نصر ابن ابراهیم (۱۰۶۸-۱۰۸۰) حاکم قراخانی رخ داد. من جمله ساخت مساجد و دوازده ها و همچنین یک باغ بزرگ به نام شمس آباد  و همچنین شاعر و دانشمند برجسته عمر خیام به دعوت حاکم شمس مالک مدتی در بخارا کار می‌کرد.

## حمله مغولان
چنگیز خان در سال ۱۲۲۰ پانزده روز بخارا را محاصره کرد. شهر بخارا، بعد از ۱۲ روز نبرد علیه مغول‌های مهاجم (به فرماندهی چنگیزخان)، سقوط کرد. تمام ساکنین شهر بیرون آورده شدند، اموالشان غارت گشت و شهر در آتش سوخت. تمام مدافعین قلعه کشته شدند. حمله مغول به این شهر چنان صدماتی وارد کرد که سالها بعد از حمله ابن بطوطه سفرنامه نویس معروف که از بخارا می‌گذشت درباره آن می‌نویسد. در حدود سال ۱۳۳۳، شهر هنوز از ساقط شدن توسط سپاهیان تارتار بهبود نیافته بود. وی دریافت که «مساجد، دانشگاه‌ها و بازارهای آن ویران شده‌است» و گزارش داد که «امروز یک نفر در این شهر نیست که دارای یک آموزه دینی باشد یا مشتاق برای به دست آوردن دانش باشد.»دانشنامه کتابخانه و دانش اطلاعات می‌نویسد:
«یک بار دیگر تمدن عظیم ایرانیان به وسیلهٔ مهاجمین نابود شد؛ این بار به وسیله قبایل مغولان و تاتارها (۱۲۲۰ میلادی)؛ آن‌ها مساجد را تبدیل به طویله اسبان‌شان کردند، کتابخانه‌ها را سوزاندند و از نسخه‌های گرانبها به عنوان سوخت استفاده کردند.»

## خانات بخارا

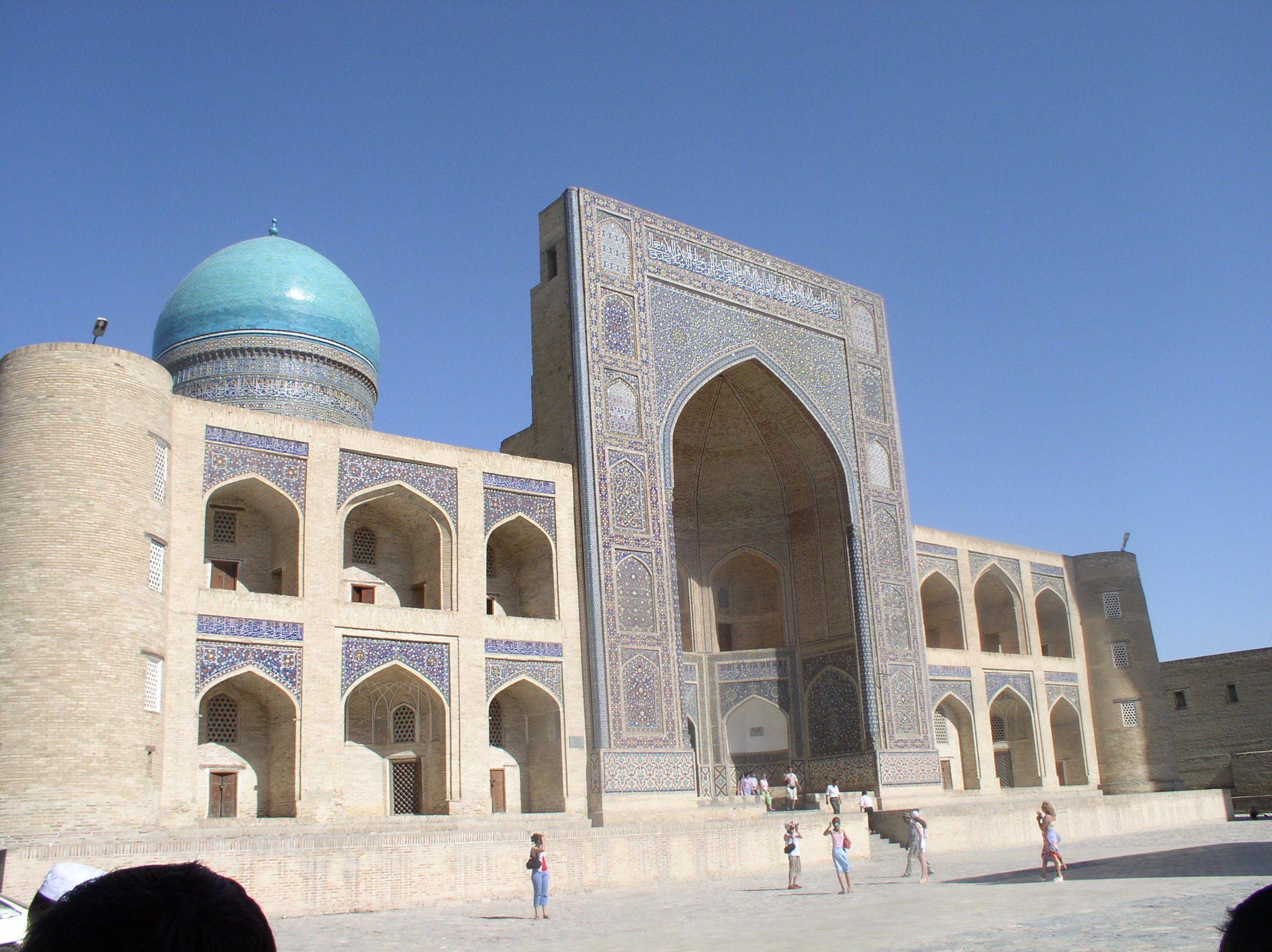
مدرسه میر عرب بخارا

خانات بخارا (به ازبکی: Buxoro Xonligi) حاکمیتی فئودالی بود که از اوایل سدۀ شانزدهم تا اواخر سدۀ هجدهم میلادی بر بخش‌هایی از آسیای میانه شامل جنوب ازبکستان و جنوب تاجیکستان کنونی حکومت می‌کرد.
محمد شیبانی بنیانگذار دودمان شیبانیان با سلطه بر سمرقند (۱۵۰۰م-۱۵۰۵م) و بخارا (۱۵۰۶م) این دولت را بنیان نهاد و بخارا را به پایتختی برگزید. اقتدار و وسعت خان‌نشین بخارا در عصر عبدالله خان دوم (۱۵۷۷–۱۵۹۸) به اوج رسید.
در سده‌های هفده و هجدۀ میلادی دودمان جانی (اشترخانی یا هشترخانی) بر این امیرنشین حکومت می‌کرد. در ۱۷۴۰ نادرشاه آن را فتح کرد، اما در ۱۷۴۷ با مرگ نادر فرزندان امیر خدایار خان به قدرت رسیدند. در ۱۷۸۵ شاه مراد، از نوادگان وی، حکومت موروثی خاندان خود را رسمیت بخشید و خانات بخارا به امارت بخارا تبدیل شد. با این فرق که بر پایهٔ یک رسم دیرینه در فرارود تنها فرمانروایانی که نوادهٔ چنگیز بودند می‌توانستند لقب خان داشته باشند و باقی فرمانروایان مثلاً «امیر» خوانده می‌شدند.

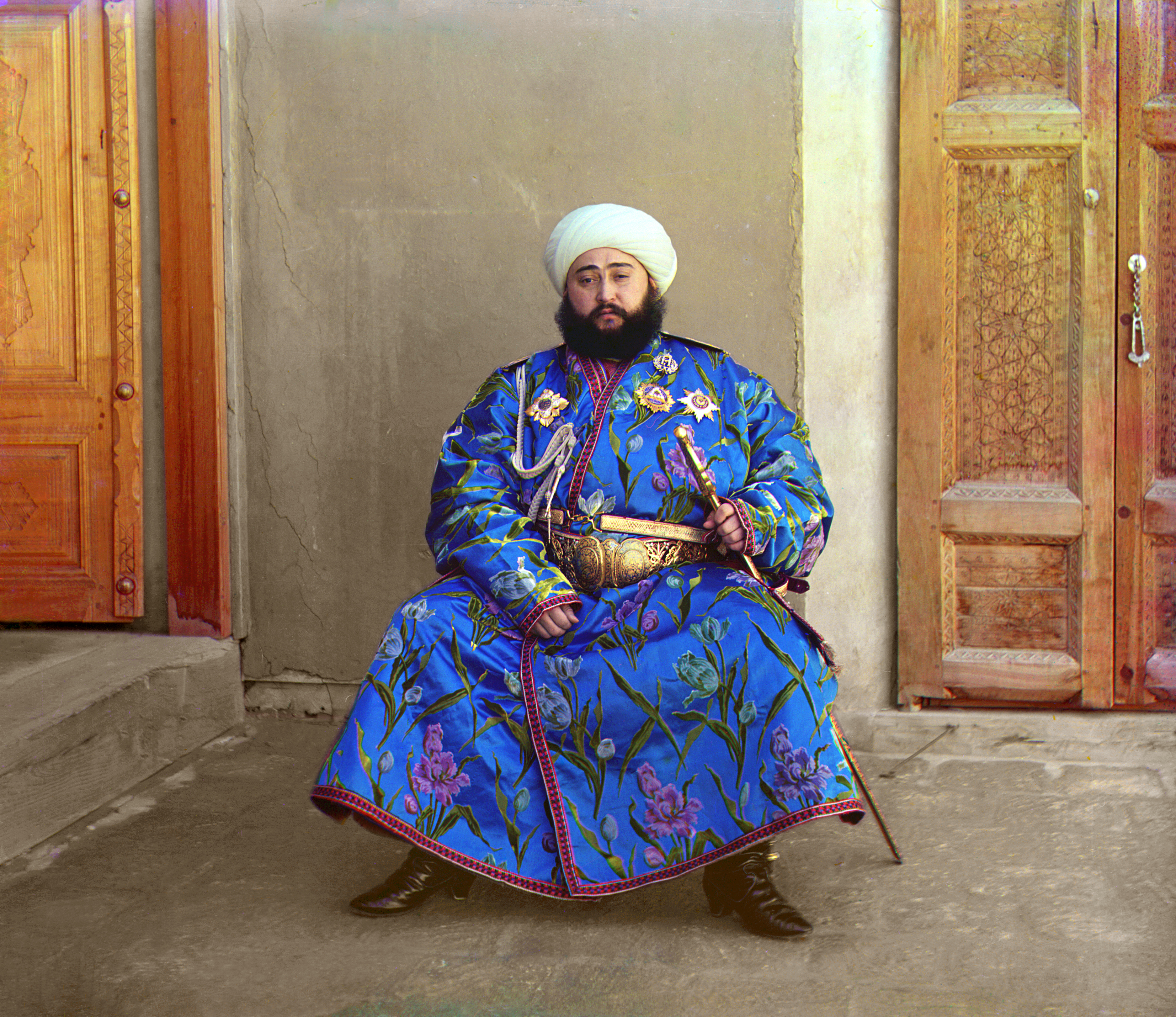
امیر عالم خان آخرین حاکم امارت بخارا در سال ۱۹۱۱

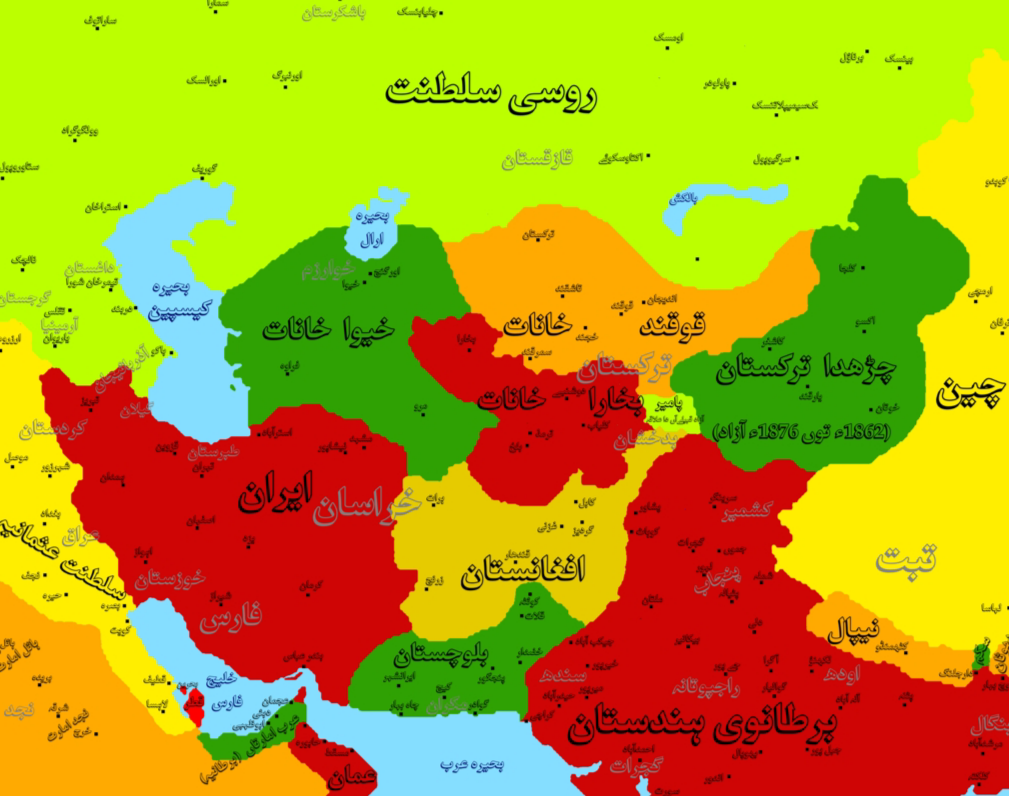

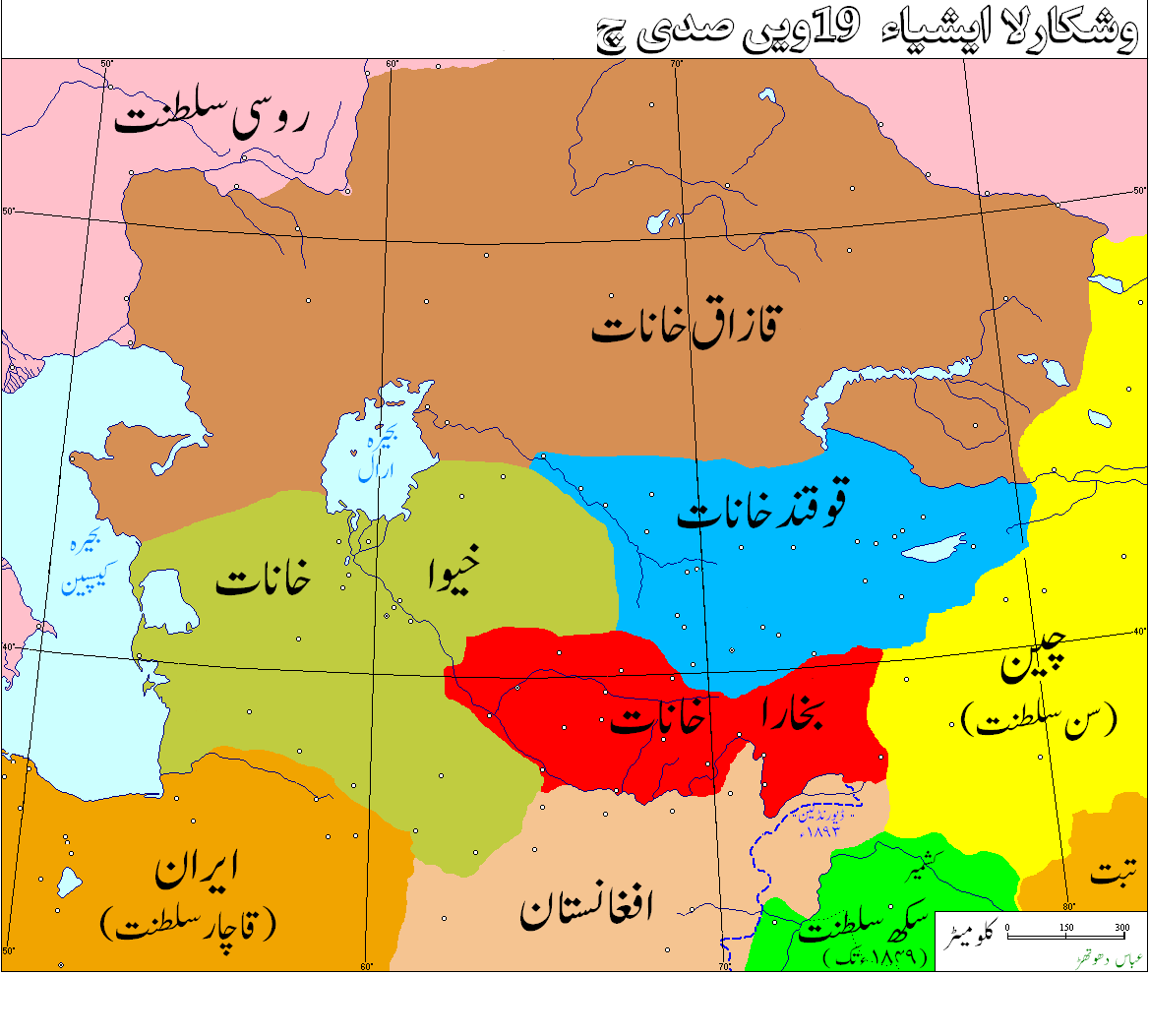
آسیای مرکزی در قرن نوزدهم میلادی

در سال ۱۸۶۸م امارت بخارا از امپراتوری روسیه شکست خورد و با واگذاری بخشی از قلمرو خود از جمله سمرقند تحت‌الحمایه روسیه شد.

## دوران شوروی

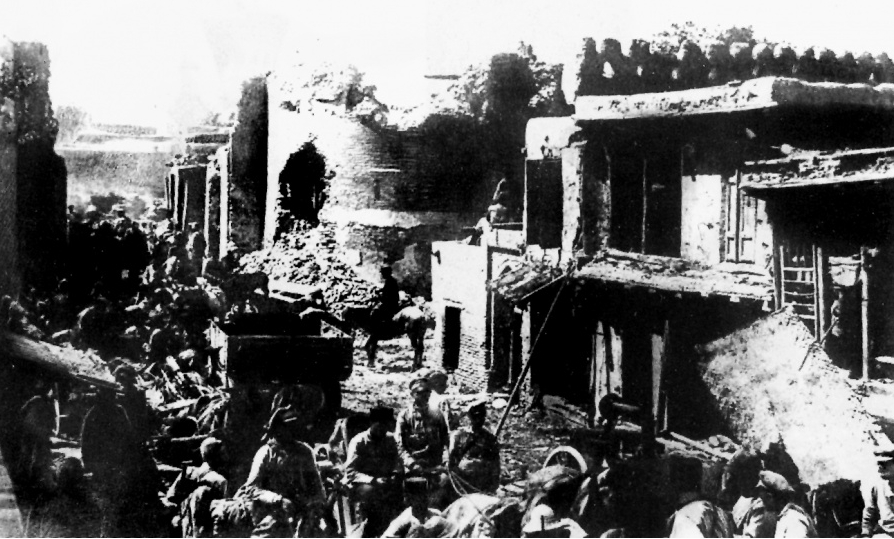
ارتش سرخ پس از محاصره شهر وارد بخارا می‌شوند.

جمهوری شورایی خلق بخارا درسال های ۱۹۲۴_۱۹۲۰ به وجود آمد زمانی که از یک شهرستان به جمهوری شوروی سوسیالیستی ازبکستان تغییر کرد بخارا و مناطق پیرامون آن یک‌پارچه شدند، یکی از افسران بریتانیایی که از شهر دیدن می‌کرد درباره آن می گوید "شهری مسحور" ، با ساختمانهایی که "بهترین معماری دوره رنسانس ایتالیا " رقیب برای آن هستند.